# 布里斯本子彈
布里斯本子彈（英语：Brisbane Bullets）是位於昆士蘭州布里斯本的澳洲職業男子籃球隊，參賽於國家籃球聯賽。球隊曾於1979年到2008年參加比賽，並於2016年重返聯賽。布里斯本為聯賽創始球隊之一，並曾在1985年、1987年和2007年奪下冠軍。球隊在輝煌的30年曆史中21次進入季後賽。

## 主場
- Auchenflower體育場（英语：Auchenflower Stadium） (1979–1983)
- Sleeman體育中心（英语：Chandler Arena） (1984–1986)
- 布里斯本娛樂中心（英语：Brisbane Entertainment Centre） (1986–1997、2007、2016–2019)
- 布里斯本會展中心 (1998–2008、2016–2019)
- 日產體育館 (2019–至今)

## 外部連結
- 官方网站
- 國家籃球聯賽官方網站 （页面存档备份，存于）